# Man of the Year (singolo)
Man of the Year è il secondo singolo del rapper statunitense Schoolboy Q estratto dall'album Oxymoron. Il singolo è pubblicato il 23 novembre 2013 e distribuito dalle etichette Interscope e Top Dawg.
Man of the Year, che campiona Cherry del gruppo Chromatics (canzone presente nella compilation After Dark 2), entra nella Hot 100 e raggiunge la top ten nella classifica dedicata alle canzoni rap.

## Classifiche

### Classifiche settimanali
| Classifica (2013)        | Posizione massima |
| ------------------------ | ----------------- |
| Belgio (Fiandre)         | 60                |
| Belgio Urban (Fiandre)   | 45                |
| Stati Uniti              | 62                |
| US Heatseekers Songs     | 4                 |
| US Hot Rap Songs         | 7                 |
| US Hot R&B/Hip-Hop Songs | 16                |
| US R&B/Hip-Hop Airplay   | 22                |
| US Rhythmic Songs        | 30                |